# Pantheeramkavu
Pantheeramkavu es una ciudad censal situada en el distrito de Kozhikode en el estado de Kerala (India). Su población es de 24537 habitantes (2011). Se encuentra a 2 km de Kozhikode.

## Demografía
Según el censo de 2011 la población de Pantheeramkavu era de 24537 habitantes, de los cuales 12136 eran hombres y 12401 eran mujeres. Pantheeramkavu tiene una tasa media de alfabetización del 96,82%, superior a la media estatal del 94%: la alfabetización masculina es del 98,52%, y la alfabetización femenina del 95,18%.